# Италија Лукини
Италија Лукини (итал. Italia Lucchini; Марино, 8. децембар 1918 — 29. април 1998)  бивша је италијанска атлетска репрезентативка,  освајач бронзане медае на Европском првенству у атлетици 1938.  (прво Европско првенство, на којем су одржана само женска такмичења, док је такмичење у мушкој конкуренцији одржано одвојено 15 дана раније у Паризу). 
Године 1938. учествовала је Европском превенству на Пратер стадиону у Бечу   и освојила бронзану медаљу са италијанском штафетом 4 х 100 метара резултатом 49,4 секунде.  Штафета је трчала у саставу: Марија Алферо,  Марија Аполонио, Розета Катанео и Лукини.
Била је првакиња Италије на 100 м 1939, 1941. и 1942, а у са штафети 4 × 100 м 1939, 1940, 1945 и 1946 .
У Дрездену 13. августа 1939. побољшала је италијански рекорд у штафети 4 × 100 метара,резултатом 48,3 сек.
Лични рекорд Лукинијева на 100 м био је 12,2 сек (упостигнут 16. јула 1939. у Милану) .